# Gerhard Losemann
Gerhard Losemann (* 1938 in Duisburg) ist ein deutscher Künstler und Kunstsammler. Seit 2013 betreibt Losemann die DU-Art-Galerie, in der die Nachlässe von Duisburger Künstlerpersönlichkeiten präsentiert werden.

## Leben
Gerhard Losemann wurde im Jahr 1938 im preußischen Duisburg geboren. Er absolvierte zwischen 1953 und 1956 eine Lehre als technischer Zeichner. Bereits ab 1954 begann Losemann Abendkurse in Malerei und Kunstgeschichte beim Duisburger Künstler Wilhelm Wiacker zu belegen. Über ein Stipendium der DEMAG gelang es ihm nach dem Ende seiner Ausbildung, seine Fachhochschulreife nachzuholen. Zwischen 1959 und 1960 besuchte Losemann als Stipendiat der Stiftung „Mitbestimmung“ des Deutschen Gewerkschaftsbundes Abendkurse beim Maler Jo Strahn an der Folkwangschule in Essen.
Losemann engagierte sich anschließend als Sprecher für die Künstlergruppe Duisburger Sezession. In den Jahren 1981 und 1991 nahm er am Künstleraustausch zwischen der Stadt Duisburg und dem Künstlerverband der UdSSR teil. Losemann war Vorstand des Werkkreises bildender Künstler in Essen und des Künstlervereins Malkasten in Düsseldorf. Daneben nahm er in den Jahren 1981 bis 1984, 1987 bis 1991 und 2005 die Rolle als Sprecher der Interessengemeinschaft Duisburger Künstler wahr. In dieser Rolle wurde er mehrfach in den Kulturbeirat der Stadt Duisburg gewählt.
Bereits in den 1980er Jahren begann Losemann damit, die Arbeiten von Duisburger Künstlern zu archivieren. Zunächst bewahrte er die Arbeiten des jung verstorbenen Dieter Pirdzun, später kamen Werke von Hans Joachim Herbertz hinzu. Zu Anfang hatte das wachsende Archiv Losemanns keinen festen Standort. Erst 2013 gelang es ihm zusammen mit seiner Frau Rita Ehrig, das Haus am Dellplatz 8 in Duisburg-Mitte zu erwerben. Hier richtete er die Du-Art-Galerie ein. 2019 wurde das Archiv in eine gemeinnützige Stiftung überführt.

## Auszeichnungen
- 2002: Ehrennadel der Stadt Oberhausen
- 2004: Verdienstmedaille zum Verdienstorden der Bundesrepublik Deutschland

## Werke (Auswahl)
Losemann schuf C-Prints, Grafiken, Hinterglasarbeiten, Collagen und Ölbilder. Im Vordergrund stehen dabei auf den ersten Blick vor allem abstrakte Themen wie „Bedrohungen“, die aber immer mit privaten und politischen Erfahrungen untermalt werden.  Daneben sind von ihm Bildhauerarbeiten nachgewiesen. Diese finden sich insbesondere im Ruhrgebiet als Arbeiten im öffentlichen Raum. Aus Anlass des Jubiläums der Gemeindegründung von Oberhausen entwarf Losemann im Jahr 1987 außerdem Münzen, die das Brustbild des 1. Bürgermeisters Friedrich August Schwartz zeigten. Im Sommer 2023 veranstaltete die Mülheimer Ruhr-Gallery eine Werkschau mit den wichtigsten Arbeiten Losemanns.
Kunst im öffentlichen Raum

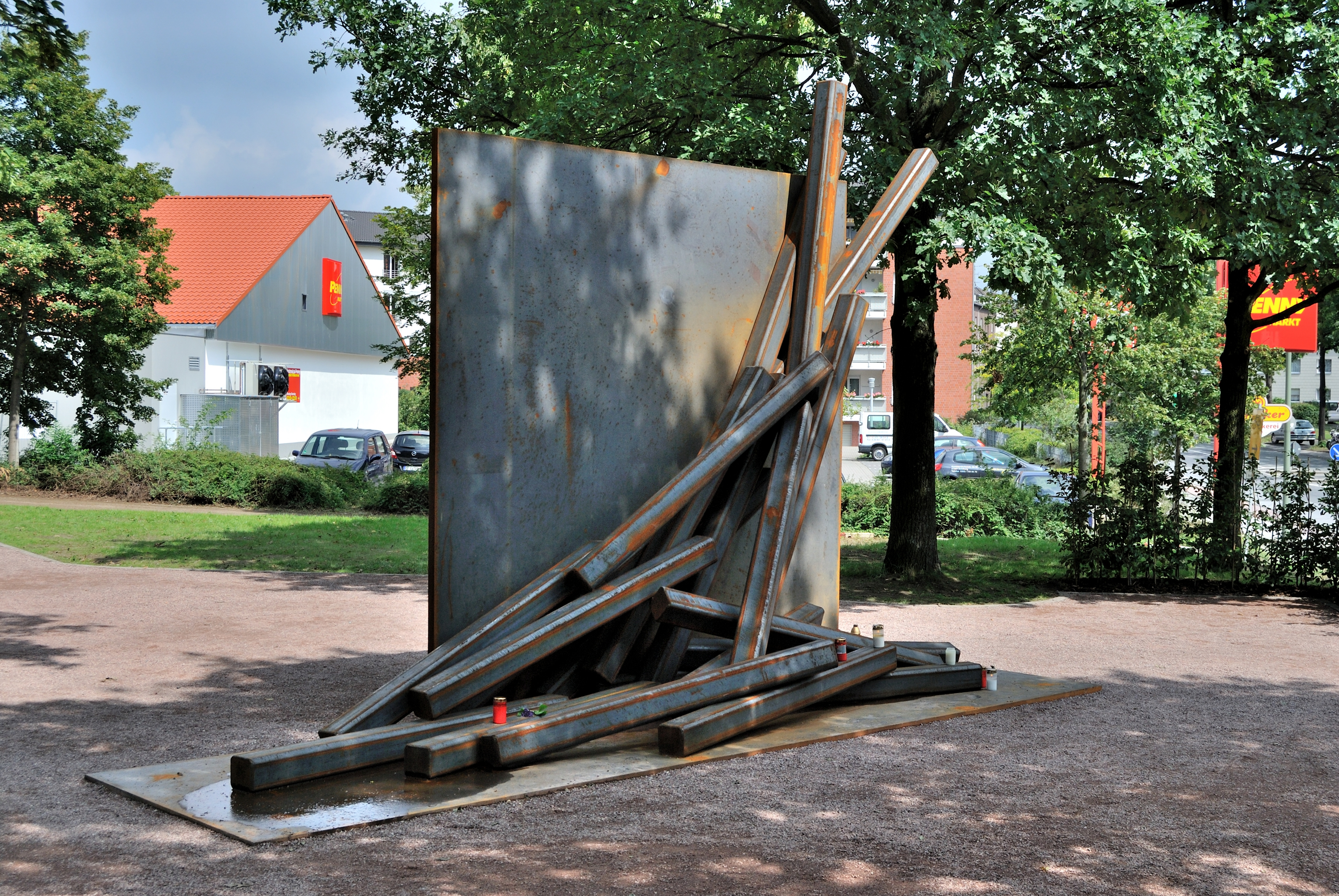
Das Loveparademahnmal in Duisburg

- 1987/1988: Technik-Natur, Duisburg–Dellviertel, mit Hans-Jürgen Vorsatz[3]
- 1996: Bewegung, Oberhausen[4]
- 2011: Loveparademahnmal, Duisburg-Neudorf[5]
- 2012: Mahnmal Deportierte Kinder, Duisburg[6]

## Schriften
- Ein Mahnmal in Duisburg. Zur Erinnerung an die Opfer der Loveparade. Duisburg 2011.
- Revier Atelier. Klartext, Essen 2011.

## DU-Art-Galerie
Die DU-Art Galerie im Haus Dellplatz 8 veranstaltet regelmäßig Ausstellungen, bei denen Arbeiten der älteren Künstlerinnen und Künstler der Stadt mit aktuellen Werken Duisburger Kunstschaffender zusammen präsentiert werden. Ein Schwerpunkt der Archivsammlungen Losemanns liegt auf den Arbeiten Wilhelm Wiackers, Dieter Pirdzuns, Hans Joachim Herberts, Gisela Schneider-Gehrkes, Hetty Bressers und Auguste Steinkamps. Weitere Künstler sind mit einer geringen Anzahl Werken vertreten.